# Boulevards parisiens

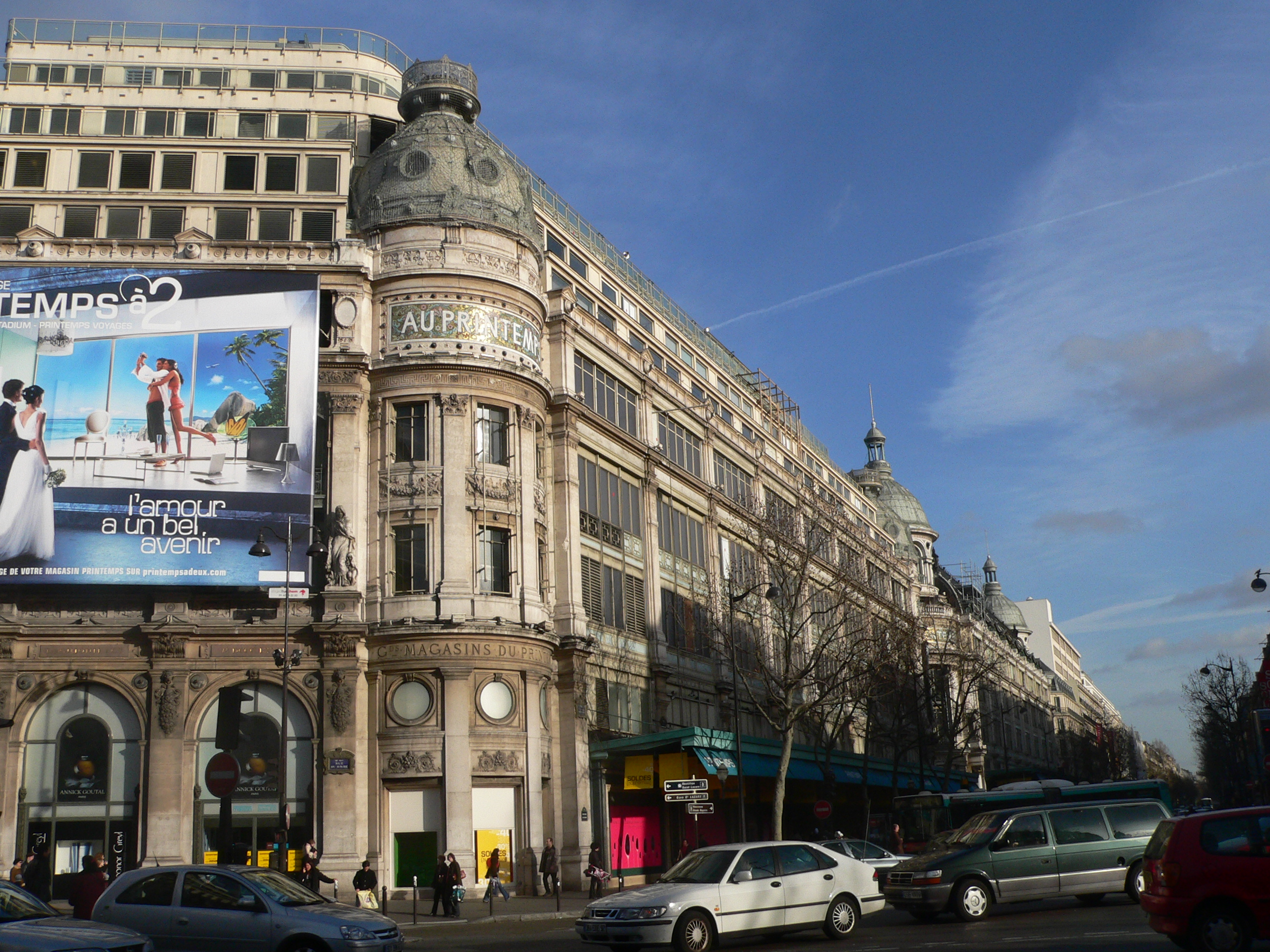
Boulevard Haussmann avec les magasins du Printemps.

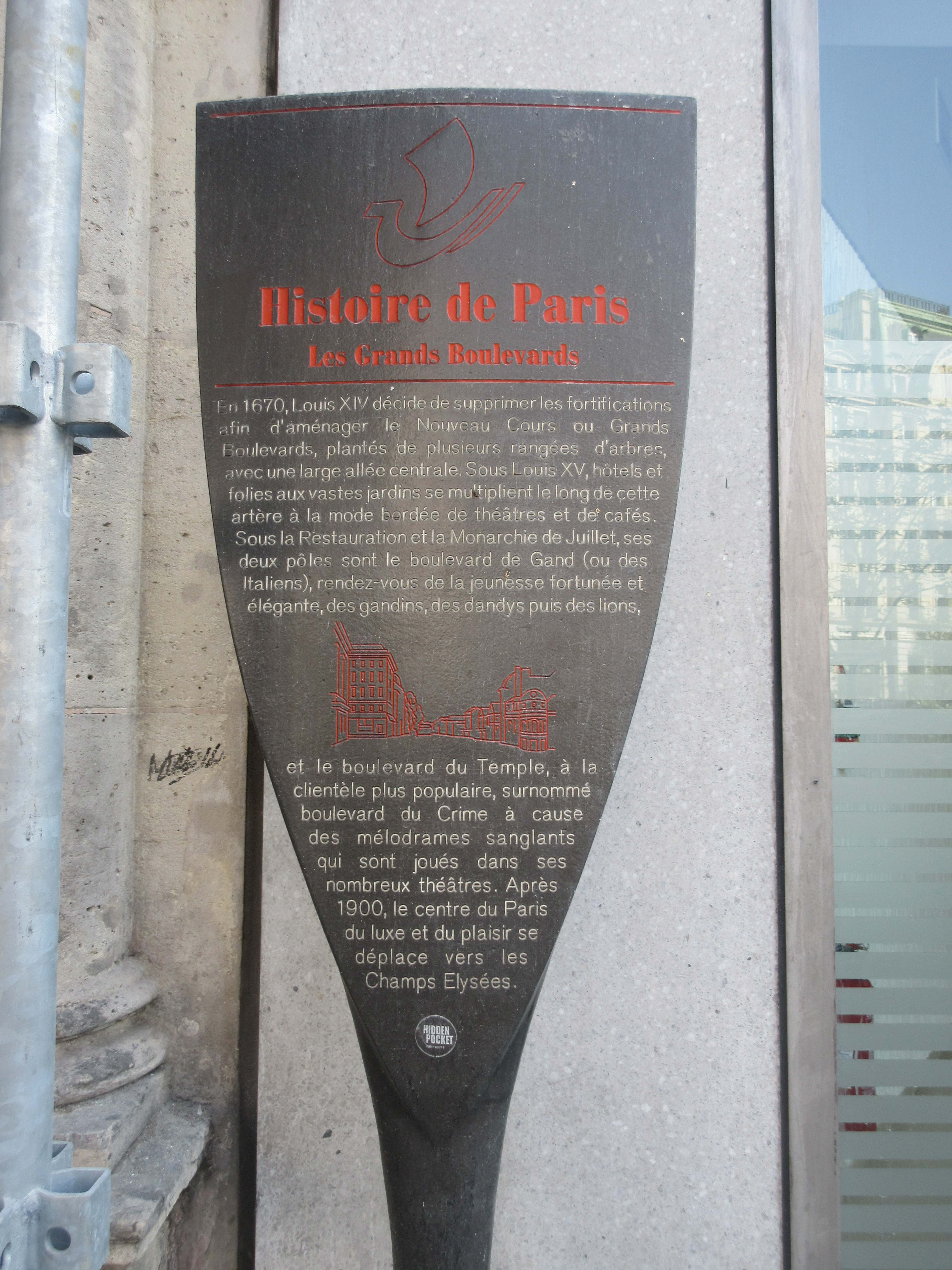
Panneau Histoire de Paris.

Les boulevards constituent une part importante de l'identité urbaine et sociale de Paris. Ils ont été construits à l'initiative du pouvoir central, à l'emplacement des fortifications concentriques successives de la ville lorsque celles-ci devenaient obsolètes.
Le nom de « boulevard » vient du néerlandais bolwerc, « ouvrage de planches », désignant d'abord le rempart, puis le terre-plein du rempart.
Les boulevards sont associés à un certain état d'esprit de flânerie et de légèreté. Cette vocation au divertissement se manifeste au XVIIIe siècle par l'installation de nombreux théâtres autour de la porte Saint-Martin. L'esprit « boulevardier » se développe dans les théâtres de boulevard, qui donnent des pièces légères et divertissantes, éloignées de l'académisme des théâtres officiels. Le boulevard du Temple reçoit ainsi le surnom de « boulevard du Crime » à l'époque de la Restauration, allusion aux innombrables forfaits commis non dans la rue mais sur les scènes de théâtre. C'est aussi sur les Grands Boulevards qu'aura lieu la première représentation publique de cinématographe.

## Répartition
Sur la rive droite, Paris comporte trois rangées de boulevards :
1. Les Grands Boulevards ;
2. Les boulevards construits à la place du mur des Fermiers généraux (sans nom générique particulier, ils suivent la ligne 2 du métro) ;
3. Les boulevards des Maréchaux, construits après la destruction de l’enceinte de Thiers.

La rive gauche comprend également plusieurs anneaux de boulevards de structure moins régulière :
1. Les boulevards du Midi ;
2. Les boulevards construits à la place du mur des Fermiers généraux avec une partie commune avec les boulevards du Midi ;
3. Les boulevards construits sous le Second Empire à l'intérieur de la rocade des boulevards du Midi et de ceux de l'enceinte des Fermiers généraux ;
4. Les boulevards des Maréchaux, construits après la destruction de l'enceinte de Thiers.

Le boulevard périphérique conserve de l'idée de boulevard, celle de ceinture, mais ne comporte aucune des caractéristiques sociales et culturelles des boulevards parisiens.

## Les Grands Boulevards

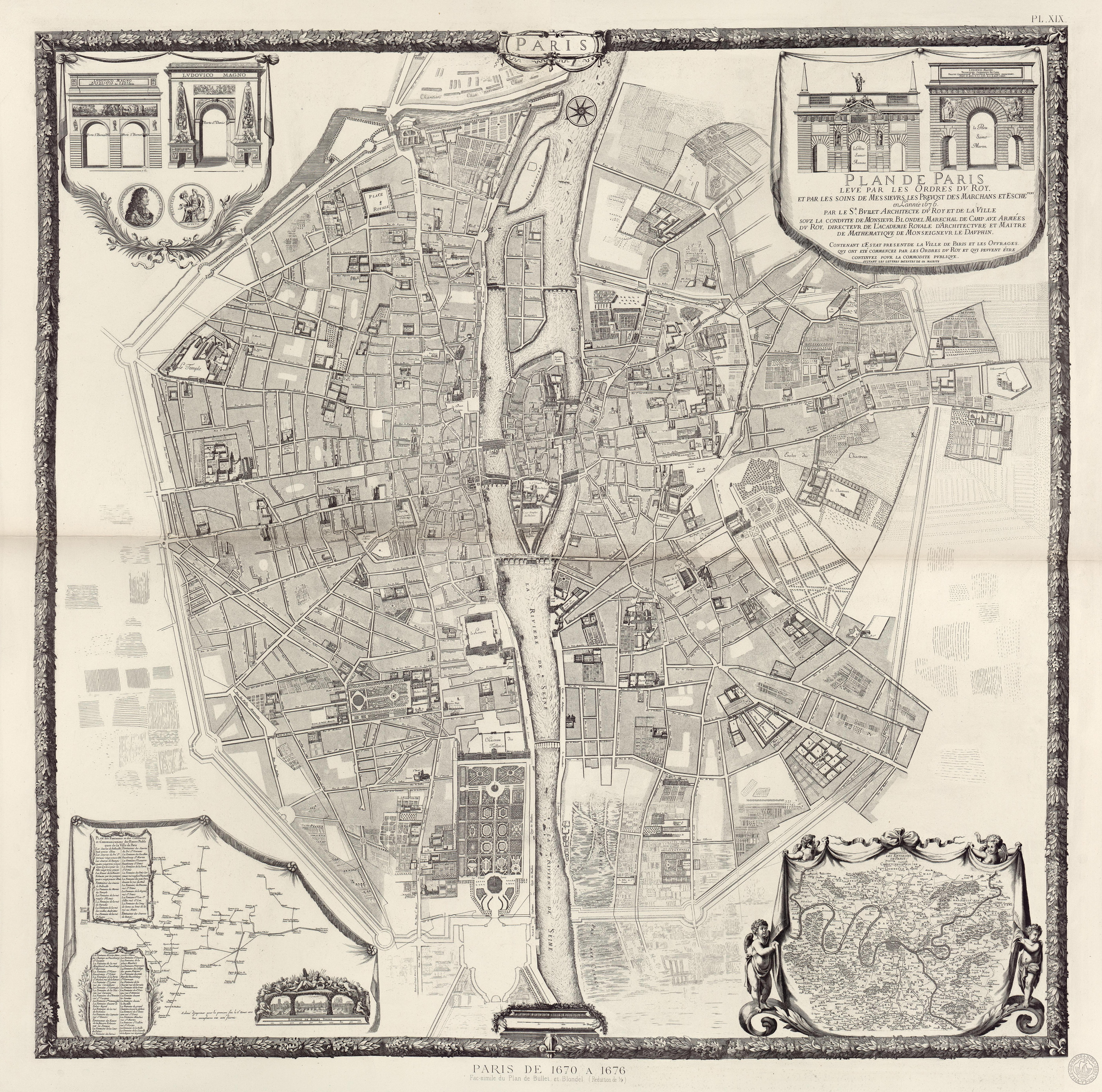
Projet de 1675 sur plan de Bullet.

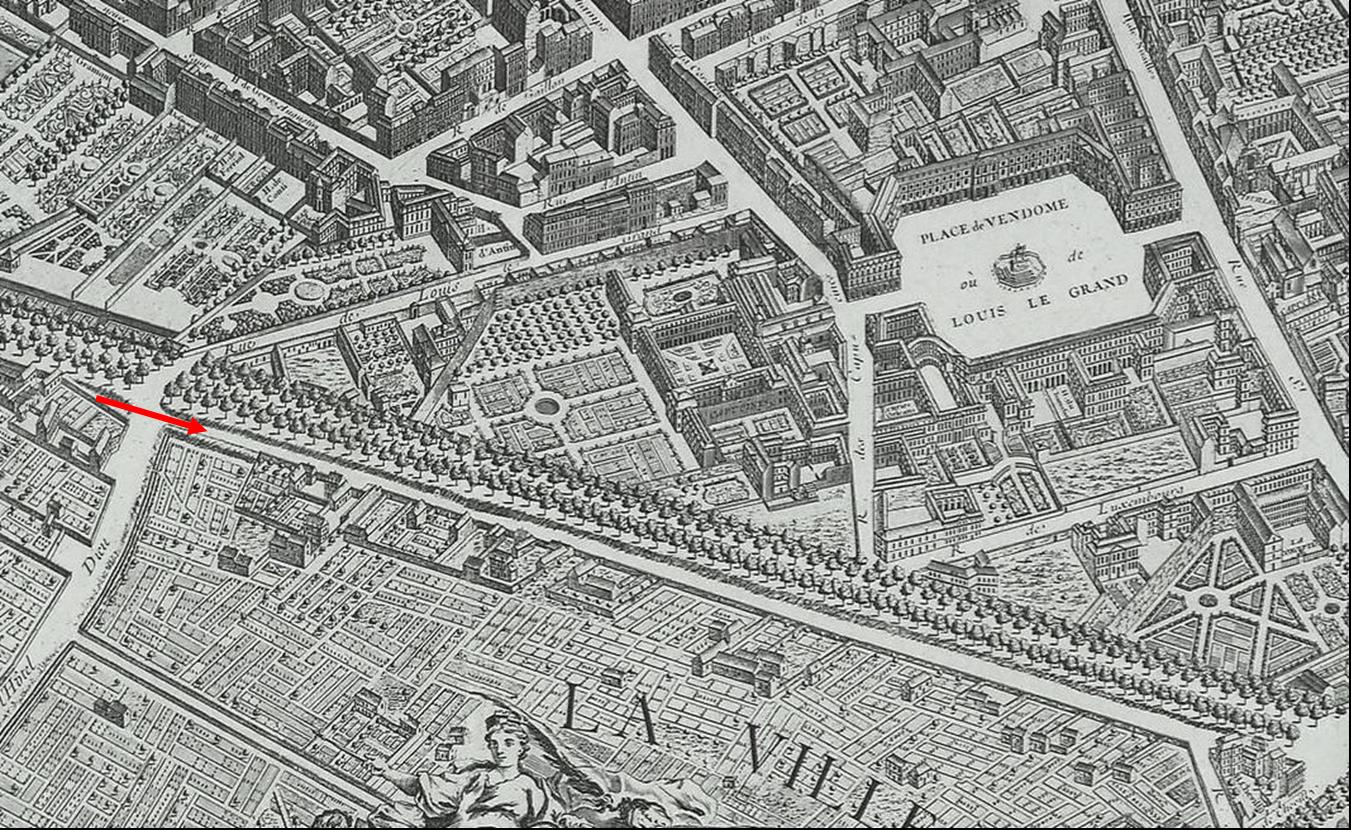
Les boulevards sur le plan de Turgot (1736) quelques années après leur création sur l'emplacement des murailles arasées.

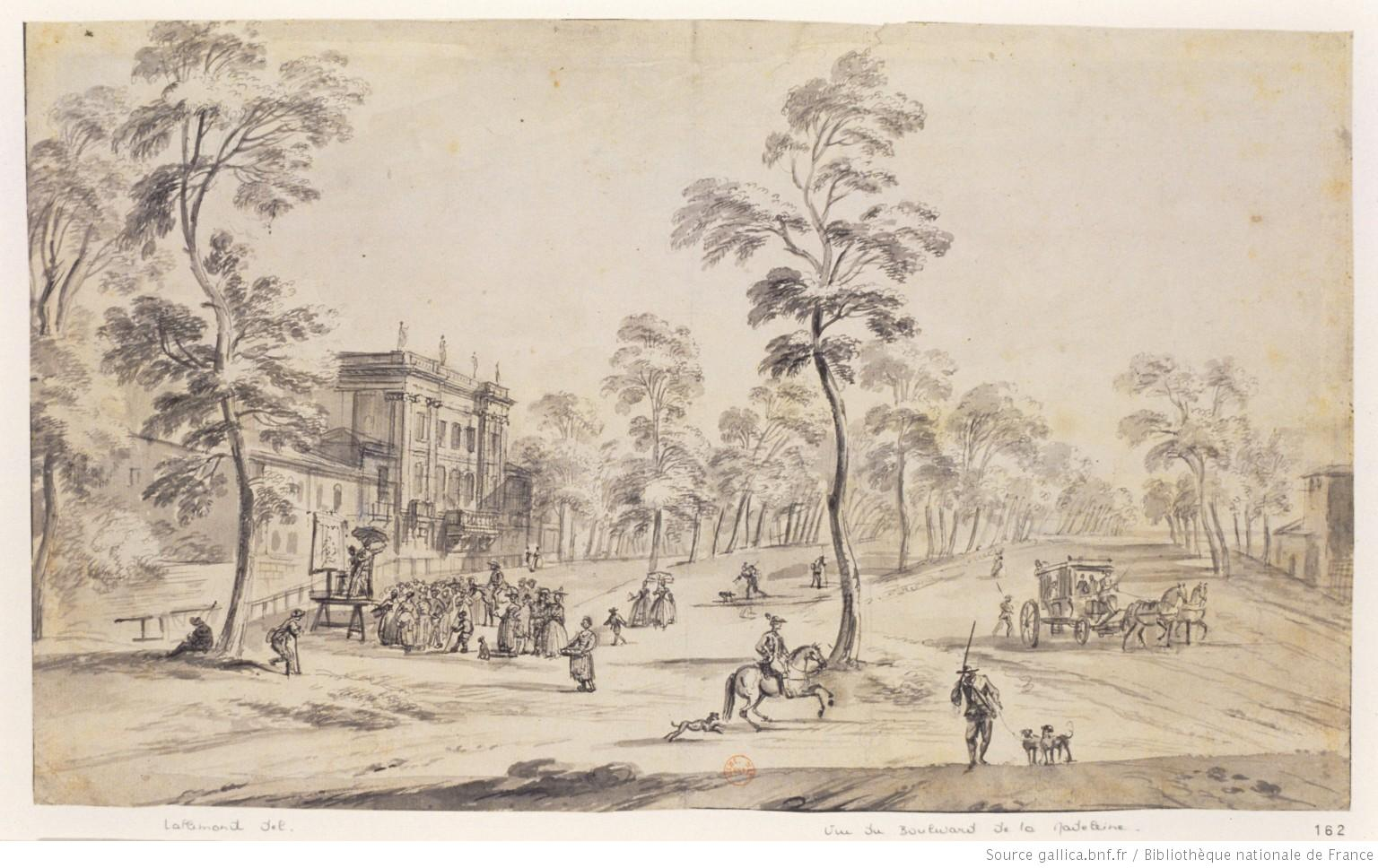
Le boulevard des Capucines, peu après sa création : un terrain inégal et une double rangée d'arbres pour la circulation des voitures.

### Création
Les Grands Boulevards désignent les boulevards parisiens par excellence. Ils se situent sur la rive droite, en lieu et place des anciennes fortifications de Charles V et de Louis XIII. Les Grands Boulevards sont constitués aujourd’hui (exhaustivement) par les boulevards Beaumarchais, des Filles-du-Calvaire, du Temple, Saint-Martin, Saint-Denis, de Bonne-Nouvelle, Poissonnière, Montmartre, des Italiens, des Capucines et de la Madeleine.
La seconde enceinte construite autour de Paris était celle de Charles V construite de 1370 à 1382 de la porte Saint-Antoine sur l’actuelle place de la Bastille à la porte Saint-Denis, puis au Louvre. Dans la partie nord-ouest, elle avait été remplacée par l'enceinte de Louis XIII ou enceinte des Fossés jaunes construite à partir de 1556 de la Seine à la porte Saint-Honoré (place de la Madeleine actuelle et améliorée de 1633 à 1636 au-delà jusqu'à la porte Saint-Denis.
Vers 1660, ces fortifications sont en mauvais état et devenues inutiles après les victoires de Louis XIV.
Le remplacement de l'ancien rempart a été décidé en ces termes par un arrêt du Conseil d'État du 7 juin 1670 : « le roi étant en son Conseil s'étant fait représenter […] le plan qu'il avait fait des remparts depuis la porte Saint-Antoine jusqu'à celle de Saint-Martin de longueur d'environ 1 200 toises [environ 2 kilomètres] sur 16 toises de largeur [environ 32 mètres] de largeur planté d'arbres qui doit être construit à la place des anciens remparts et fossés […] en dedans duquel rempart sera laissée une rue pavée de 3 à 4 toises [de 6 à 8 mètres] de large »[…]. Cependant le plan annexé ayant disparu, le projet exposé à cette date n'est pas précisément connu. On remarque, de plus, que l'arrêt ne porte que sur la partie est des remparts et ne prévoit qu'une rue relativement modeste.
Le projet de promenade et de voie de communication émerge au cours des années suivantes. Un des premiers documents d'ensemble concernant les futurs Grands Boulevards est le plan de Paris établi par l’architecte Pierre Bullet en 1675, à la suite d'une commande de 1673 du prévôt des marchands, sur lequel figure une ceinture de voies plantées d'une double rangée d'arbres y compris sur la rive gauche avec des ronds-points à plusieurs portes. Le tracé des voies de la rive droite correspond à celui des grands boulevards réalisés, celui de la rive gauche diffère de celui du Cours du Midi créé au siècle suivant, pour la plus grande partie en 1760. À la réception de ce plan, Claude Pelletier explique : « […] ayant considéré l'avantage que l'on pouvait espérer d'un plan exact et fiable de Paris sur lequel on marquerait les changements qui pourraient être faits dans la suite des temps, pour faciliter la communication et pour l'embellissement de cette ville, l'on avait fait lever ce plan ».
Les murailles sont rasées et les anciens fossés comblés, remplacés sur la partie est par un fossé extérieur côté faubourg de 24 mètres de large pour le passage des égouts.
Le « Nouveau Cours »
Le « Nouveau Cours » est construit sous le règne de Louis XIV, de 1674, année des premières plantations, à 1705.
De la Bastille à la porte Saint-Denis, le cours est réalisé à l'emplacement de l'ancien rempart, le principal bastion de la porte Saint-Antoine étant maintenu comme lieu de promenade au bord du boulevard. Sur cette partie est, le boulevard est assez irrégulier dans sa largeur et dans son profil suivant la topographie des anciennes fortifications. Les rampes seront adoucies au cours du XIXe siècle par le nivellement de plusieurs passages mais ces irrégularités restent visibles, notamment par la tranchée de la chaussée du boulevard Saint-Martin entre les trottoirs surélevés et par des interruptions dans l'alignement des immeubles correspondant au tracé des anciens bastions.
De la porte Montmartre à la porte Saint-Honoré, le cours est aménagé au nord de l'enceinte des Fossés Jaunes sur des terrains de culture, libérant des espaces où se construisent autour de 1700 de magnifiques hôtels particuliers. Sur cette partie ouest, le cours a le caractère d'une avenue. Dans sa partie centrale, de la porte Montmartre au boulevard du Temple, ce sont des attractions populaires (théâtres, bals, acrobates, restaurants…) qui s'implantent. Sa partie est (boulevard des Filles-Calvaires et boulevard Beaumarchais) est moins animée.
La cohérence de l'ensemble est marquée par une chaussée où quatre voitures peuvent rouler de front et des contre-allées plantées d'une double rangée d'arbres. Certaines portes fortifiées sont remplacées par des arcs de triomphe (porte Saint-Denis, porte Saint-Martin).

### Améliorations
La chaussée est pavée en 1778.
À la même époque, l'égout qui coulait dans le fossé qui longeait extérieurement la partie est du cours, du bastion Saint-Antoine à la place du Château-d'Eau (emplacement de la place de la République) est recouvert, ce fossé en partie comblé, ce bastion supprimé et le boulevard prolongé jusqu'à la porte Saint-Antoine (emplacement de la place de la Bastille). L'ancien fossé devient une contre-allée longeant le bord extérieur du boulevard en contrebas. Des rues basses longent d'autres parties du boulevard, au nord, rue d'Orléans entre les portes Saint-Martin et Saint-Denis.
Des immeubles sont construits dans la deuxième moitié du XVIIIe siècle et au début du XIXe siècle sur le bord intérieur du cours (côté ville) longé en grande partie au milieu du XVIIIe siècle par les murs des jardins ou terrains en arrière des propriétés riveraines.
L'éclairage au gaz fait son apparition en 1817 dans le passage des Panoramas et s'étend au boulevard en 1826. Le premier omnibus à cheval Madeleine-Bastille se met en place le 30 janvier 1828.
Au milieu du XIXe siècle, les contre-allées sont rehaussées et intégrées au boulevard ou séparées des rues basses par la construction de d'immeubles.

### Les aménagements d'Haussmann
Haussmann intègre les grands boulevards dans son réseau de circulation et le complète par le percement d’autres grands axes (boulevard Richard-Lenoir, boulevard Haussmann, avenue de la République…) et bouleverse le site par l'aménagement de la vaste place de la République qui supprime la plupart des anciens théâtres du « boulevard du Crime » et du carrefour de l'Opéra, ce qui réduit la lisibilité dans la topographie parisienne de l’ancienne enceinte. La notion de « Grands Boulevards » est devenue un peu plus floue. De nombreux Parisiens y incluront sans doute spontanément le boulevard Haussmann, parce que les vitrines des grands magasins qui attirent les promeneurs conviennent bien à l’esprit boulevardier.

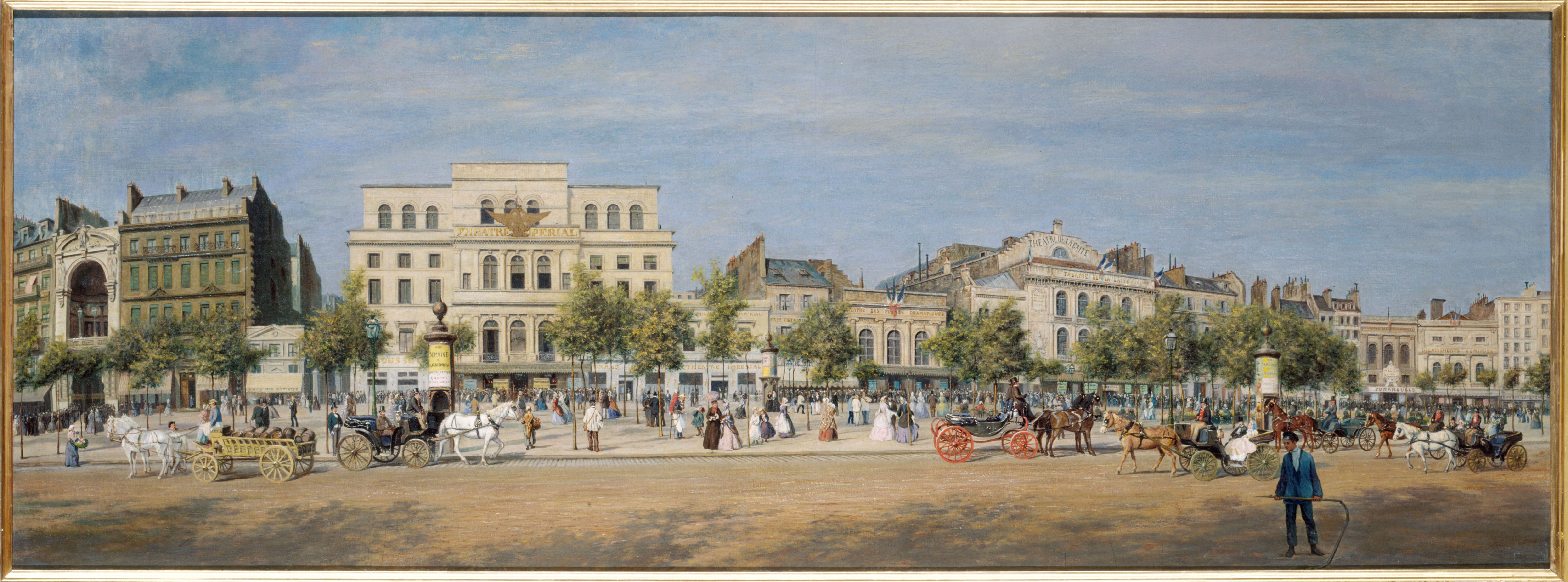
Peinture de 1862 représentant le boulevard du Temple avec, de gauche à droite, le Théâtre historique, le Cirque-Olympique, les Folies-Dramatiques, la Gaîté, Théâtre des Funambules, les Délassements-Comiques (tableau d'Adolphe Martial Potémont, musée Carnavalet). Ces théâtres sont détruits lors de la création de l'actuelle place de la République à la fin des années 1860.

### Un haut lieu de la grande fête parisienne

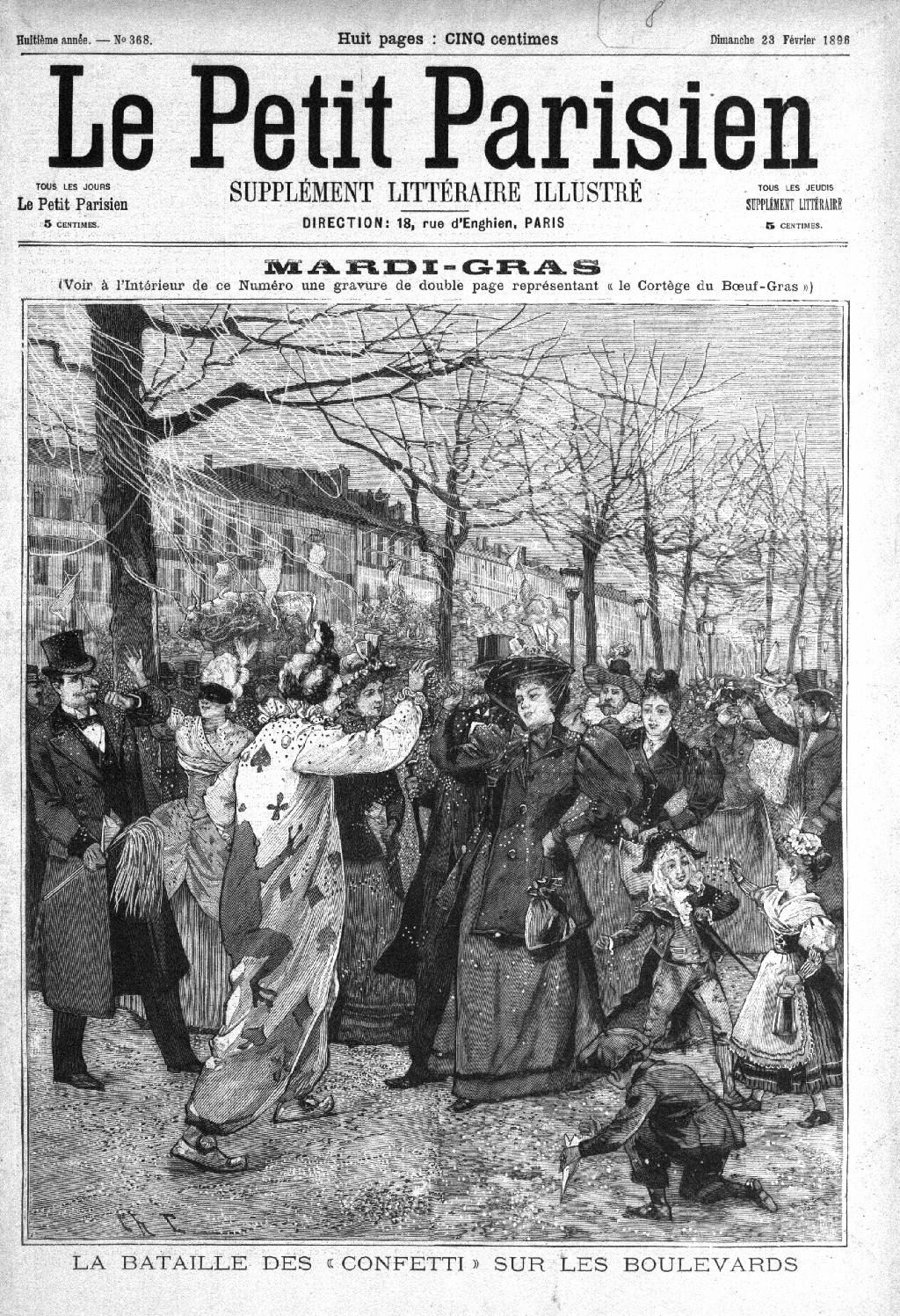
Bataille de confettis et arbres enrubannés de serpentins sur les Grands Boulevards en 1896.

Les Parisiens en font un lieu de promenade dont le succès persiste à travers les siècles et les transformations urbaines.
Le Bel-Ami de Maupassant déambulait sur les boulevards en quête de plaisirs. L'essentiel du roman Nadja du surréaliste André Breton s'y déroule, au milieu des années 1920. Et, dans les années 1950, c'est encore sur les boulevards que Fred Astaire ressentait le mieux le plaisir d’être à Paris dans Funny Face. Au XXe siècle, surtout dans la partie ouest, de nombreux cafés et restaurants sont remplacés par des immeubles de bureau ou des sièges de sociétés.
Au XIXe siècle, les Grands Boulevards deviennent un lieu de rendez-vous incontournable du Carnaval de Paris, alors très important. Ils voient la foule en carnaval les envahir au point que, autour de 1900, les trois jours gras avec Mardi Gras, et le jeudi de la Mi-Carême, on doit détourner la circulation des véhicules et interrompre le passage du célèbre omnibus Madeleine-Bastille. Durant leurs défilés dans Paris, les cortèges du Bœuf Gras et des reines de la Mi-Carême passent forcément par là.
Sur les Grands Boulevards ont lieu de gigantesques batailles de confettis, vendus au verre ou au kilogramme, depuis 1892 jusqu'à 1914. Au début des années 1890, au moment de la fête, les serpentins rendent les arbres des Grands Boulevards « tout chevelus et multicolores ».
Le dernier très grand cortège carnavalesque parisien, le jeudi de la Mi-Carême 28 mars 1946, ne manqua pas d'emprunter tous les Grands Boulevards.

## Les boulevards du «mur murant» Paris
Nouvelle ligne de fortification, nouvelle ceinture de boulevards : à partir de 1784, Ledoux construit le mur des Fermiers généraux, bordé d'une ligne de boulevards sur le côté extérieur. Ce mur d'octroi, détesté des Parisiens, disparaîtra lors de l'édification de l'enceinte suivante, mais les boulevards, eux, sont restés. Les plans d'urbanisme des années 1950 tenteront, sans y parvenir, de les transformer en autoroute urbaine.

## Boulevards de la rive gauche
Les quartiers du sud comportent un réseau de boulevards équivalent en densité à celui de la rive droite. Aménagés à l'origine à la périphérie des espaces urbanisés, ces belles promenades étaient peu fréquentées au XIXe siècle. Actuellement, ces boulevards restent dans l'ensemble moins animés que ceux au nord de la Seine à l'exception du boulevard du Montparnasse.

## Les boulevards des Maréchaux
Dans les années 1920, la destruction de l'enceinte de Thiers permit de créer une troisième ceinture de boulevards faisant le tour complet de Paris. On baptisa ces nouvelles voies des noms de maréchaux d'Empire. Ils constituèrent la « frontière » de Paris pour beaucoup de Parisiens (ce qui est inexact, les bâtiments à l'extérieur de ces boulevards sont encore situés à Paris sur plus de cent mètres), jusqu'au temps du  Périphérique (qui est quant à lui plus proche de la frontière effective entre Paris et la banlieue, même si dans certains cas une ou deux rues au-delà du périphérique sont encore parisiennes du point de vue du cadastre).
Il est à noter que les Parisiens ne dénomment jamais « Grands Boulevards » ces boulevards, qui sont appelés « les Maréchaux ».

## Les boulevards haussmanniens

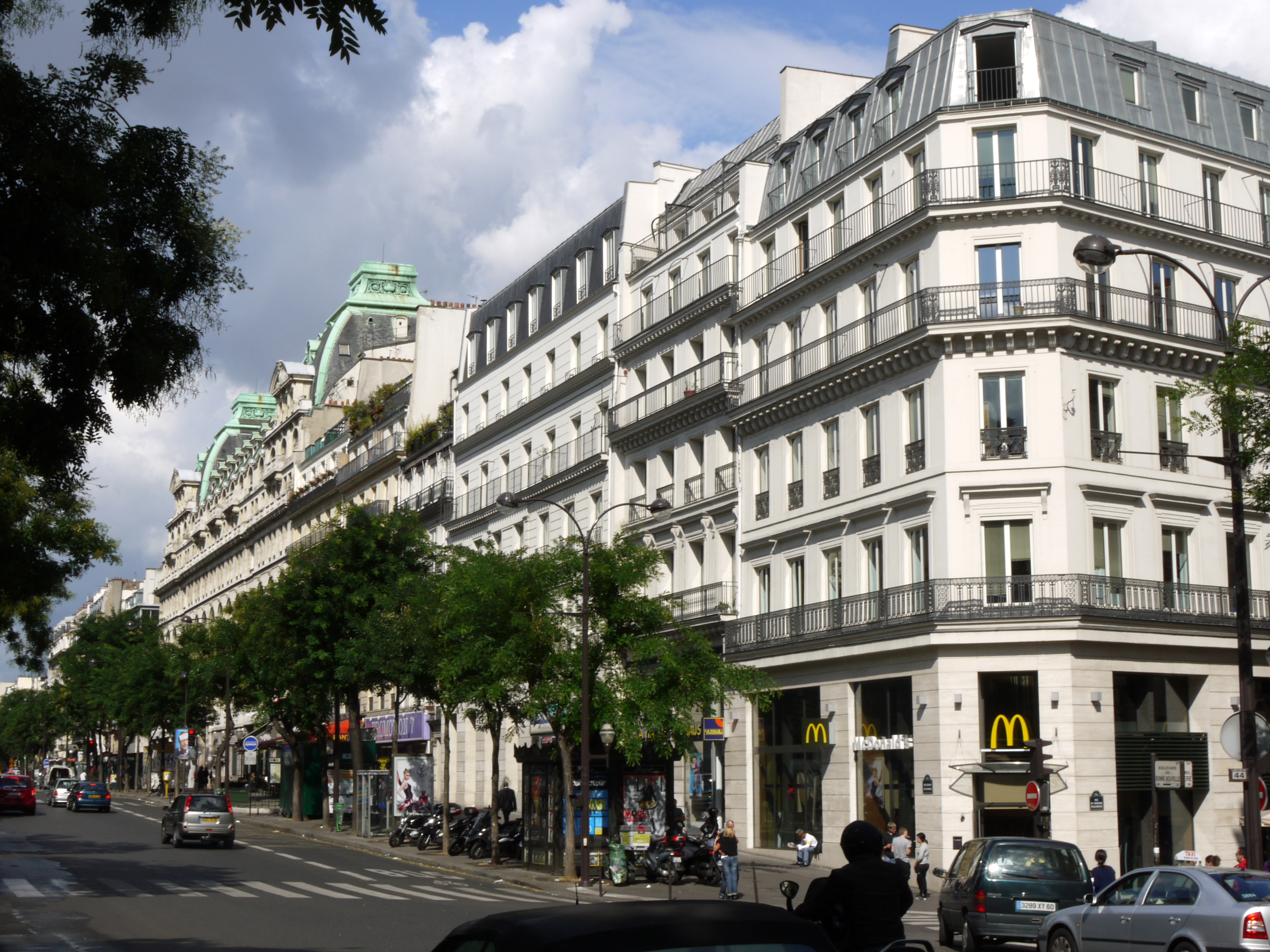
Boulevard Poissonnière.

Les boulevards « haussmanniens » constituent un type particulier de boulevards quant à leur origine. Ils résultent de larges percées dans le tissu parisien et non de l'exploitation de l'espace vacant d'une ancienne enceinte. Ils s'apparentent aux autres boulevards par leurs caractéristiques géographiques (artères concentriques), sociales et culturelles. Exemples : boulevard Saint-Germain, boulevard Haussmann.
Les grands travaux du Second Empire imposent le boulevard au cœur même de Paris, alors qu'il n'a été construit jusque-là que dans des zones peu ou pas habitées. Le boulevard, qui ne servait auparavant qu'à contourner la capitale, devient alors l'axe structurant de la circulation.
C'est sur le plan de l'architecture que la période haussmannienne, dans les anciens boulevards comme dans les nouveaux, contribue à l'image de Paris : les alignements d'immeubles régis par les règlements d'urbanisme de Paris, avec leurs balcons filant tout le long d'un îlot, font du boulevard parisien un axe immédiatement reconnaissable.